# Aven du Nid de l'Aigle
Pour les articles homonymes, voir Nid, Aigle et Aven (homonymie).
L'aven du Nid de l'Aigle est un gouffre situé sur la commune de Montsalier dans les monts de Vaucluse (plateau d'Albion), département des Alpes-de-Haute-Provence.

## Toponymie
En 1952, Pierre Martel signale l'aven du Nid de l’Aigle, ou des Éouse ou encore 2e aven du Serre ou du Fusil-à-Piston. En 1981, on note aven des Éouves, aven du Nid d’Aigle ou encore aven des Chênes Verts. Le nom vient d'un toponyme : le « ravin du Nid de l'Aigle », indiqué sur les cartes.

## Spéléométrie
La profondeur de l’aven du Nid de l'Aigle est de 247 m.

## Géologie
L’aven s'ouvre dans les calcaires du Barrémien.

## Historique
L'aven aurait été découvert et désobstrué par des enfants de Montsalier. Il aurait été trouvé « un archaïque fusil à piston datant de l’Empire (...) dans l’éboulis du fond, ce qui montre bien que l’orifice était autrefois dégagé ». Il est exploré par Pierre Martel le 23 février 1950, qui en dresse une coupe à -15 m.
En 1980, l’exploration de la cavité est reprise par André Languille, puis par le Cercle hydrospéléologique vertacorien (CHV), le Groupe oraisonais de recherches souterraines (GORS) et la Société spéléologique d'Avignon (SSA) qui atteignent le fond du gouffre à la cote -247 m en 1996.